# Monti Bowers
I monti Bowers sono un gruppo montuoso che si estende in direzione nord-sud, situato nella Terra della Regina Vittoria, in Antartide. In particolare questo gruppo, la cui lunghezza raggiunge i 145 km e che arriva a una larghezza di 56 km, si trova nell'entroterra della costa di Oates e della costa di Pennell ed è delimitato a ovest dal ghiacciaio Rennick, a nord dalla costa, a est dal ghiacciaio Lillie e a sud dai ghiacciai Canham e Black. Tra le formazioni maggiori di questo gruppo montuoso spiccano la dorsale degli Esploratori, a ovest, la dorsale Posey, a est, e la dorsale Lanterman, a sud-ovest, tre catene separate da vasti ghiacciai e nevai, aventi tutte diverse cime di altezza superiore ai 2400 m s.l.m..

## Storia
La parte dei monti Bowers che si affaccia sul mare fu osservata per la prima volta nel febbraio del 1911 durante la spedizione britannica Terra Nova, comandata dal tenente Harry L. L. Pennell, e la formazione fu poi battezzata come "colli di Bowers" in onore di Henry Robertson Bowers, il quale perì assieme al capitano Robert Falcon Scott nel loro viaggio di ritorno dal Polo Sud, nel 1912. Quando in seguito la formazione fu fotografata durante ricognizioni aeree svolte dalla marina militare statunitense nel 1946-47 e nel 1960-62, e quindi mappata da membri dello United States Geological Survey, ci si accorse che in essa erano presenti vette di altezza vicina ai 2600 m e il suo nome fu così cambiato in "montagne di Bowers".